# Hlavní celní úřad (Německo)

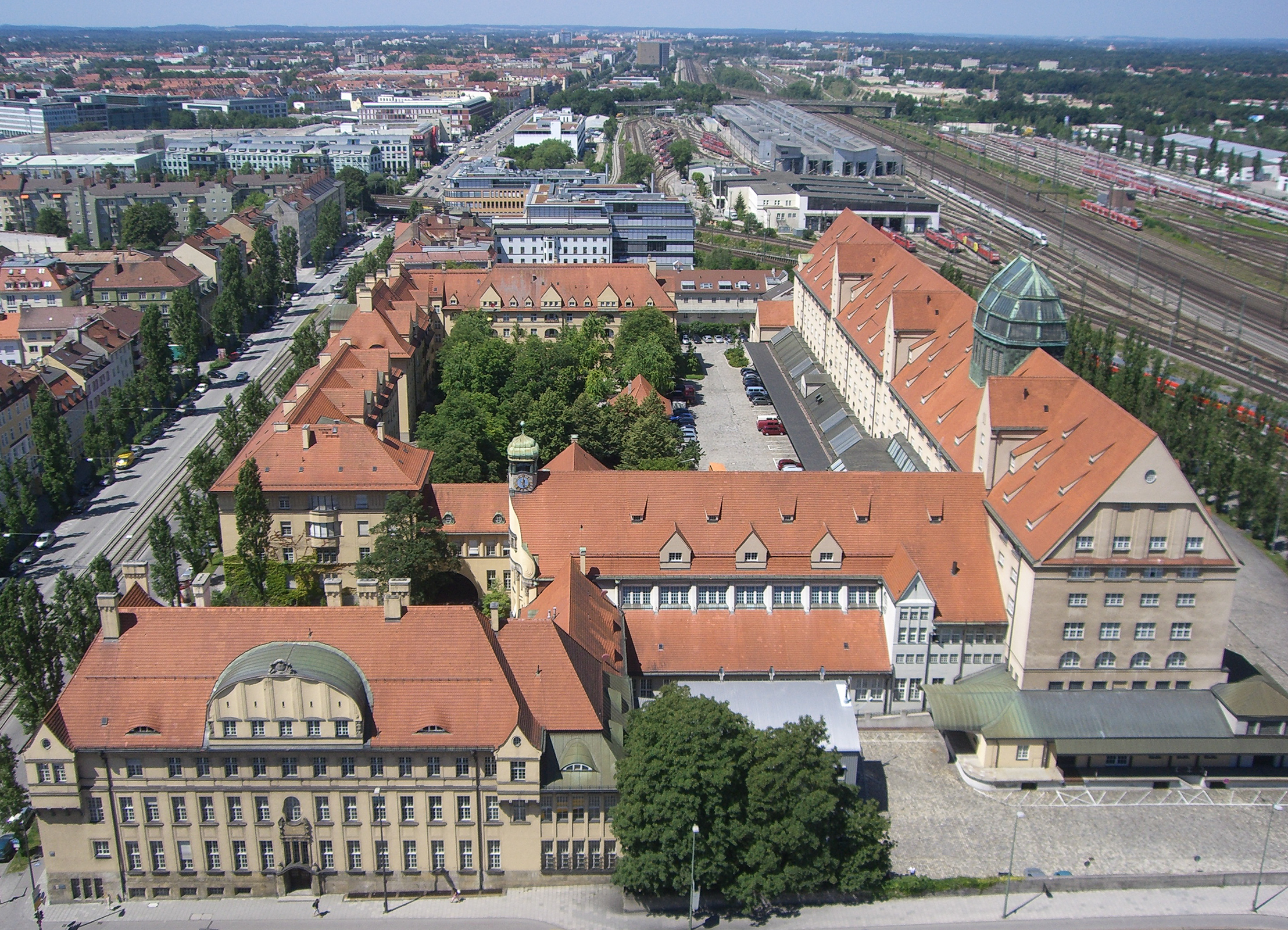
Komplex budov, které bývaly sídlem hlavního celního úřadu Mnichov

Hlavní celní úřad (HZA; německy Hauptzollamt) je regionální spolkový finanční úřad, který spravuje a vybírá cla, spotřební daně, stejně jako daň z přidané hodnoty při dovozu zboží ze třetích zemí (mimo EU). Hlavní celní úřad vykonává dohled nad dodržováním všech právních předpisů, spadajících do kompetence celní správy SRN.
V čele hlavního celního úřadu stojí ředitel. Úřad je členěn na odbory a podřízené služebny, kterými jsou celní úřady. V čele odborů a celních úřadů stojí vedoucí, kteří jsou podřízeni řediteli hlavního celního úřadu. Mimo podřízené celní úřady mohou případně existovat ještě tzv. odbavovací místa anebo tzv. celní servisní body.
Hlavní celní úřad je podřízen Generálnímu ředitelství cel, které je vyšším spolkovým úřadem, a Spolkovému ministerstvu financí, které je nejvyšším spolkovým úřadem. V SRN je aktuálně 43 hlavních celních úřadů, jejichž sídly jsou následující města:
Cáchy, Augsburg, Berlín, Bielefeld, Braunschweig, Brémy, Darmstadt, Dortmund, Drážďany, Duisburg, Düsseldorf, Erfurt, Frankfurt nad Mohanem, Frankfurt nad Odrou, Gießen, Hamburk Hafen, Hamburk Jonas, Hamburk Stadt, Hannover, Heilbronn, Itzehoe, Karlsruhe, Kiel, Koblenz, Kolín nad Rýnem, Krefeld, Landshut, Lörrach, Magdeburg, Mnichov, Münster, Norimberk, Oldenburg, Osnabrück, Postupim, Řezno, Rosenheim, Saarbrücken, Schweinfurt, Singen, Stralsund, Stuttgart a Ulm.